# Bílý potok (Smědá)
Der Bílý potok (deutsch Weißbach) ist ein linker Nebenfluss der Smědá (Wittig) in Tschechien. 

## Verlauf
Der Bílý potok entspringt auf dem Isergebirgskamm am Westhang der Smědavská hora (Wittigberg, 1084 m) im Moor Vlčí louka. Der Bach fließt zunächst östlich der Polední kameny (Mittagsteine, 1007 m) in nördliche Richtung. Anschließend wendet er sich nach Nordwesten und fällt in einem felsigen Grund steil ins Tal der Smědá hinab. Über dem Grund des Bílý potok befinden sich die Kletterfelsen Černá stěna, Lokomotivka und Šolcovy skály.
Der Bílý potok mündet südlich des Bahnhofs Bílý Potok in die Smědá.